# Pedro Atacho
Pedro José Atacho (Caracas, 20 september 1960) is een voormalig Curaçaos politicus. Hij was minister van Justitie van de Nederlandse Antillen in het tweede kabinet Pourier. Hierna was hij lid van de Staten van de Nederlandse Antillen en van 2007 tot 2010 de laatste voorzitter van dit orgaan. Na de ontbinding van de Nederlandse Antillen was hij lid van de eerste Staten van Curaçao.

## Leven
Atacho werd geboren in Caracas, Venezuela, op 20 september 1960. Na het doorlopen van het VWO aan het Peter Stuyvesant College meldde hij zich in 1981 als aspirant-agent bij het Korps Politie Nederlandse Antillen. In 1982 vertrok hij naar Nederland voor studie aan de politieacademie in Apeldoorn. Bij terugkeer in 1986 was hij inspecteur en afdelingschef van onder meer de speciale opsporingsdienst, de narcoticabrigade en de justitiële dienst. Begin 1993 stapte hij over naar de private sector.
In 1993 sloot hij zich aan bij de nieuwe partij Partido Antia Restrukturá (PAR) en was secretaris in het eerste voorlopige partijbestuur. Na de overwinning van de PAR bij de statenverkiezingen van 1994 trad Atacho op 31 maart 1994 aan als minister van Justitie van de Nederlandse Antillen. Op 10 maart 1997 was hij voornemens af te treden, nadat vier Venezolaanse bankrovers uit de Koraal Specht-gevangenis waren ontsnapt. Een week eerder wisten ook drie veroordeelde moordenaars te ontsnappen. Op verzoek van premier Pourier bleef Atacho echter aan en moest later die maand Nederlandse mariniers laten inzetten om te assisteren bij het binnen het gevangenisterrein houden van gevangenen. Een parlementair onderzoeksrapport over de staat van het gevangeniswezen leidde alsnog tot het zijn aftreden op 24 maart 1998. Hij werd opgevolgd door partijgenoot Mike Willem, die tevens minister van Arbeid en Sociale Zaken was.
Tussen 2006 en 2010 was Atacho PAR-partijvoorzitter, lid van de Staten van de Nederlandse Antillen en PAR-fractieleider. Daarnaast was hij statenvoorzitter van 5 oktober 2007 tot 22 september 2010. Onder zijn voorzitterschap werd er in de Staten gestemd over de wijzigingen in het Statuut, die de ontmanteling van de Nederlandse Antillen mogelijk maakten. Atacho noemde de laatste vergadering van het Antilliaans parlement "een historische dag". Na de ontbinding van de Nederlandse Antillen was Atacho van 2010 tot 2012 lid van de Staten van Curaçao. Hij stemde tegen de begroting van 2012. Atacho verliet de PAR in 2014 en trok zich vervolgens terug uit de actieve politiek.
Tijdens zijn politieke carrière was Atacho betrokken bij de vorming van zes kabinetten. In 2002 was Atacho informateur en formateur voor het eerste kabinet Ys. Ook hielp hij bij de formatie van het tweede kabinet Ys in 2004. In 2006 werd hij wederom aangewezen als informateur en formateur voor het eerste kabinet de Jongh-Elhage. Na de laatste statenverkiezingen van de Nederlandse Antillen in januari 2010 formeerde hij het laatste Antilliaans kabinet.